# Kari Arkivuo
Kari Arkivuo (født 23. juni 1983 i Lahti, Finland) er en finsk tidligere fodboldspiller (venstre back). 
Arkivuo var i en årrække fast mand på det finske landshold, og spillede hele 57 landskampe for sit land. Han debuterede for holdet i en venskabskamp mod Estland 12. november 2005, mens hans sidste landskamp var en VM-kvalifikationskamp mod Kosovo 5. september 2017.
På klubplan repræsenterede Arkivuo blandt andet FC Lahti i sin fødeby samt svenske BK Häcken. Med sidstnævnte vandt han Svenska Cupen i 2016, og spillede hele kampen i finalesejren over Malmö FF.

## Titler
Svenska Cupen
- 2016 med BK Häcken